# Markus Bellheim

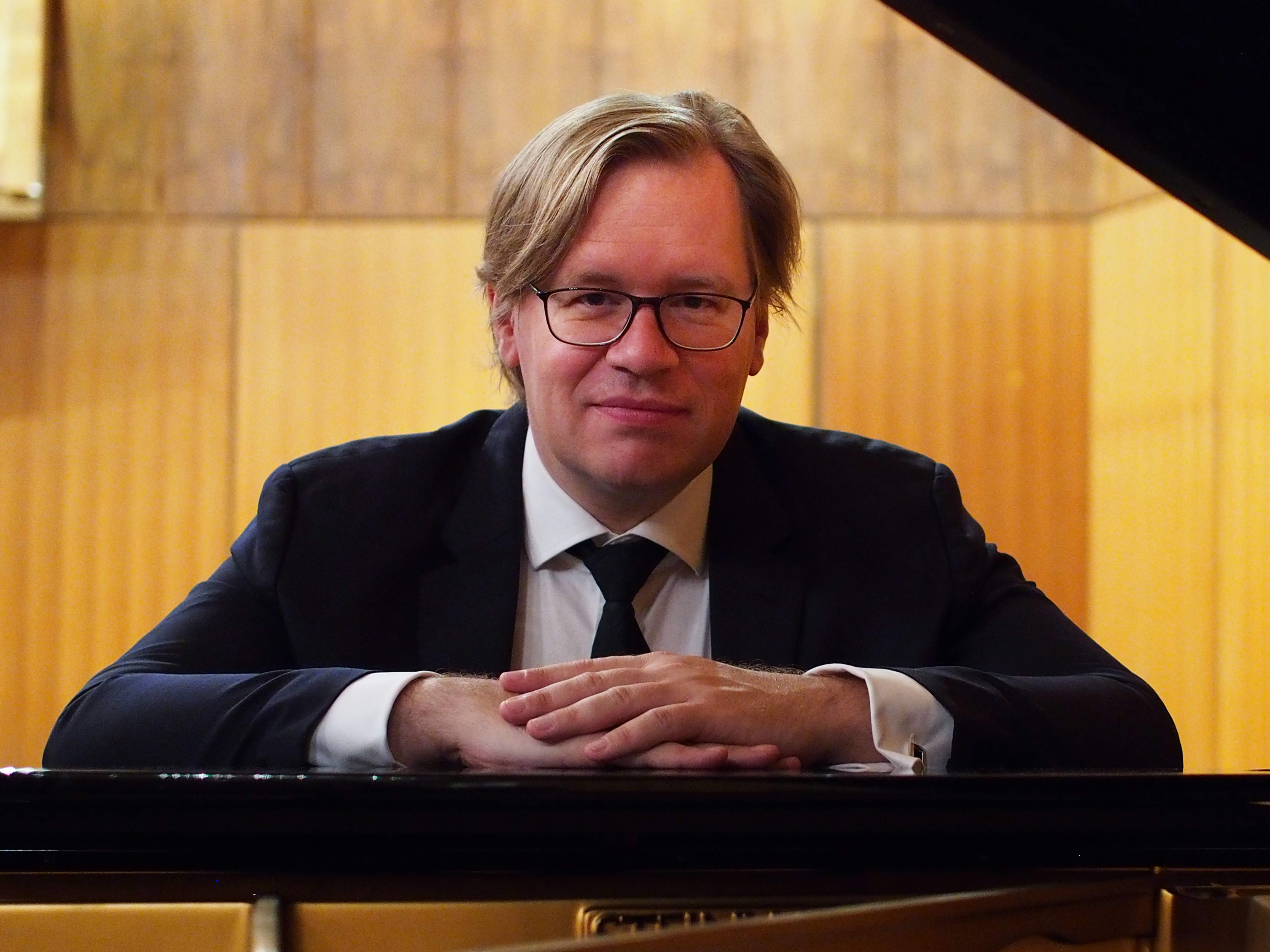
Markus Bellheim 2019

Markus Bellheim (* 26. Mai 1973 in Hamburg) ist ein deutscher Pianist und Hochschullehrer.

## Biographie
Markus Bellheim gibt Solorecitals, konzertiert als Solist mit Orchester und als Kammermusik- und Ensemblepartner.
Sein besonderes Engagement gilt der Musik des 20. Jahrhunderts und der Gegenwart.
2008 spielte er das Gesamtwerk für Klavier solo von Wolfgang Rihm ein. 2009 erschien der Zyklus Vingt regards sur l’enfant-Jésus von Olivier Messiaen bei NEOS. Seine Aufnahme mit dem Klavierkonzert von Bruno Maderna zusammen mit dem hr-Symphonieorchester wurde mit diversen Preisen ausgezeichnet, u. a. mit dem Preis der deutschen Schallplattenkritik.
Geprägt wurde seine Karriere durch den Gewinn des internationalen Wettbewerbs Concours Olivier Messiaen im Jahr 2000 in Paris und durch die künstlerische Zusammenarbeit mit Yvonne Loriod. Markus Bellheims Konzertrepertoire umfasst unter anderem das komplette Klavierwerk von Olivier Messiaen. Mit der Turangalîla-Symphonie tritt er weltweit auf. Seit 2009 ist er „Artist in Residence“ des Cantiere Internazionale d’Arte in Montepulciano.
Markus Bellheim gibt regelmäßig Meisterkurse im In- und Ausland. Er unterrichtete an der Hochschule für Musik Würzburg und wurde zum Wintersemester 2011 auf eine Professur für Klavier an die Hochschule für Musik und Theater München berufen. Von 2014 bis 2016 war er dort Vizepräsident. Seit 2016 ist er künstlerischer Leiter der Münchner Kammermusikreihe "Odeon Konzerte". Für den G. Henle Verlag ist er als freier Mitarbeiter und Autor tätig.